# Gräv
Gräv är en småort och by i Gagnefs socken i Gagnefs kommun. En mindre, obebodd del ligger i Leksands kommun.
Den huvudsakliga bebyggelsen ligger längs med den gamla landsvägen, mellan riksväg 70 och Österdalälven. 
I Gräv, öster om riksvägen, finns ett sandtag. Ishockeyspelaren Jens Nielsen har bott i byn.

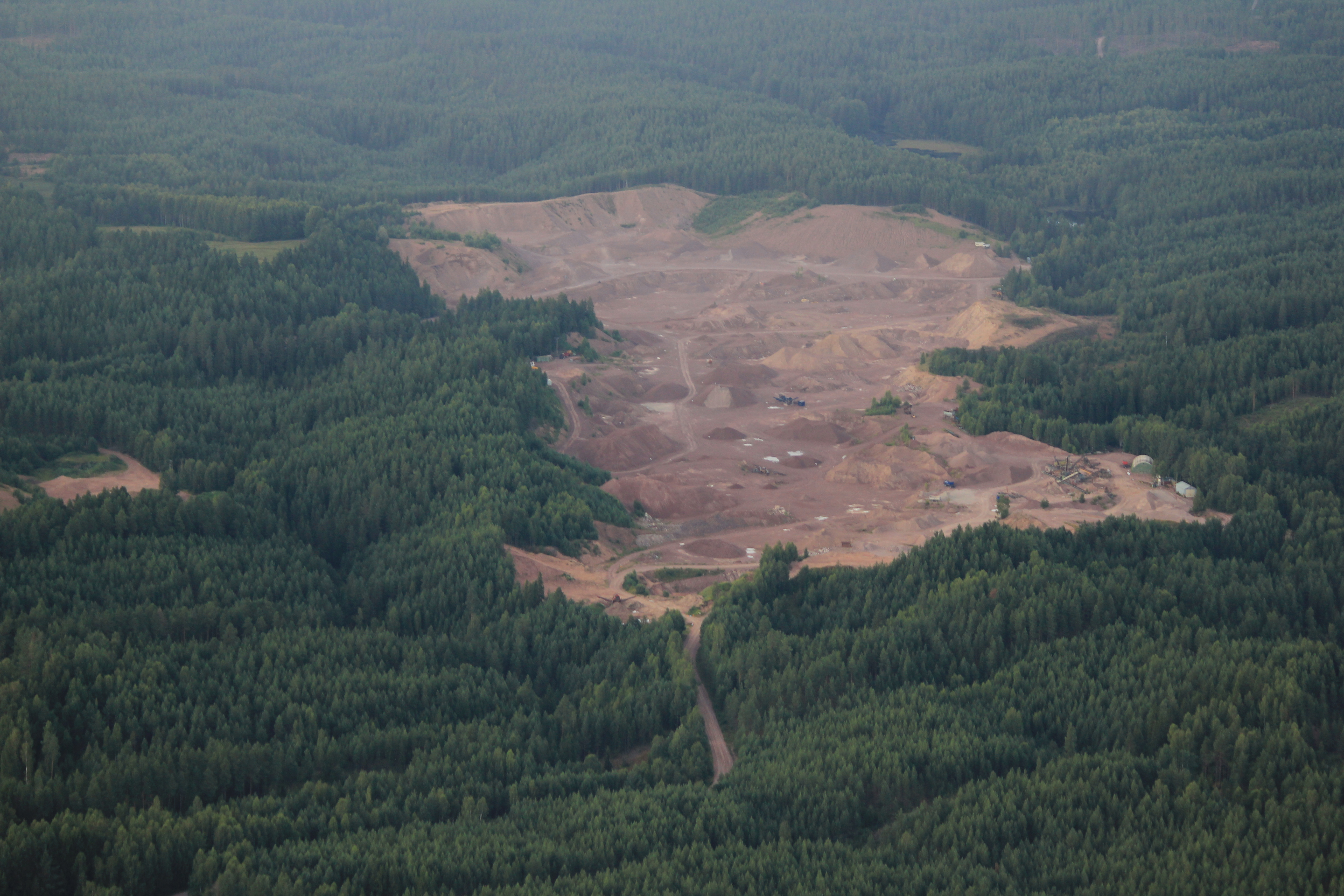
Sandtaget i Gräv.